# Adolf Vanpeteghem
Adolf Vanpeteghem (Rumbeke, 26 februari 1876 - Brussel, 22 februari 1927), was een Belgisch beeldhouwer.

## Biografie
Adolf Cyriel Vanpeteghem kreeg zijn opleiding in de Academie voor Bouw- en Tekenkunde in Roeselare. Hij was er een leerling van Karel Dupon. In 1899 was hij in Brussel werkzaam als leerling in het atelier van Jules Lagae die uit Roeselare afkomstig was. Hij bekwaamde er zich verder aan de plaatselijke academie nadat hij in 1900 een studiebeurs van het stadsbestuur Roeselare kreeg. Met zijn beeld 'Herder' werd hij tweede in de Godecharleprijs.
Rond 1905 richtte Vanpeteghem zijn eigen atelier in Brussel op. Zijn beeldhouwwerk toont een ontstuimig talent en zijn zwierig en sensueel van stijl. In opdracht maakte hij ook statische werken. Na de Eerste Wereldoorlog mocht hij verschillende gedenktekens ontwerpen en uitvoeren, onder meer in Izegem, Roeselare en Zwevegem. Uit de naoorlogse periode dateren ook enkele gevelornamenten van zijn hand die het Roeselaarse stadsbeeld nog altijd sieren en waarvan enkele als monument geklasseerd zijn, zoals de gevel van de apotheek op de Grote Markt. 